# Balkanmeisterschaft 2006 (Badminton)
Die Balkanmeisterschaft 2006 im Badminton fand vom 27. bis zum 30. Juli 2006 in İzmit statt.

## Sieger und Platzierte
| Disziplin    | Gold | Silber | Bronze |
| ------------ | --- | --- | --- |
| Herreneinzel | Georgi Petrov | Krasimir Jankov | Mehmet Tural |
| Herreneinzel | Georgi Petrov | Krasimir Jankov | Blagovest Kisyov |
| Dameneinzel  | Diana Dimova | Maya Dobreva | Gabriela Banova |
| Dameneinzel  | Diana Dimova | Maya Dobreva | Nursel Aydoğmuş |
| Herrendoppel | Konstantin Dobrev Georgi Petrov | Ali Kaya Mehmet Tural | Blagovest Kisyov Radoslav Simeonov |
| Herrendoppel | Konstantin Dobrev Georgi Petrov | Ali Kaya Mehmet Tural | Robert Ciobotaru George Constantinescu                                                                                                |
| Damendoppel  | Diana Dimova Atanaska Spasova | Maya Dobreva Dimitria Popstoikova | Nursel Aydoğmuş Ezgi Epice |
| Damendoppel  | Diana Dimova Atanaska Spasova | Maya Dobreva Dimitria Popstoikova | Florentina Petre Adina Posteucă |
| Mixed        | Stilijan Makarski Diana Dimova | Konstantin Dobrev Maya Dobreva | Maxim Carpenco Nadejda Litvinenco |
| Mixed        | Stilijan Makarski Diana Dimova | Konstantin Dobrev Maya Dobreva | Ali Kaya Nursel Aydoğmuş |
| Team         | Bulgarien Konstantin Dobrev Krasimir Jankov Blagovest Kisyov Georgi Petrov Stilijan Makarski Radoslav Simeonov Diana Dimova Maya Dobreva Dimitria Popstoikova Atanaska Spasova | Türkei Nuri Balkan Hasan Hüseyin Durakcan Ali Kaya Murat Şen Mustafa Yalvarıcı Mehmet Tural Nursel Aydoğmuş Derya Çalımbay Öznur Çalışkan Ezgi Epice Rabia Kemer Nur Damia Özer | Moldau Maxim Carpenco Vladimir Cecoi Alexander Morari Igor Ursatii Ecaterina Andronic Natalia Coseli Olga Cuzmenco Nadejda Litvinenco |

## Teams

### Endstand
| Platz | Team      | Pld | W | L | MF | MA | MD  | GF | GA | GD  | PF | PA | PD | Pts |
| ----- | --------- | --- | - | - | -- | -- | --- | -- | -- | --- | -- | -- | -- | --- |
| 1     | Bulgarien | 4   | 4 | 0 | 20 | 0  | +20 | 20 | 4  | +16 | 0  | 0  | 0  | 4   |
| 2     | Türkei    | 4   | 3 | 1 | 15 | 5  | +10 | 10 | 3  | +7  | 0  | 0  | 0  | 3   |
| 3     | Moldau    | 4   | 2 | 2 | 6  | 14 | −8  | 0  | 2  | −2  | 0  | 0  | 0  | 2   |
| 4     | Rumänien  | 4   | 1 | 3 | 7  | 13 | −6  | 0  | 1  | −1  | 0  | 0  | 0  | 1   |
| 5     | Serbien   | 4   | 0 | 4 | 2  | 18 | −16 | 0  | 0  | 0   | 0  | 0  | 0  | 0   |

### Resultate
| Team 1    | Ergebnis | Team 2   |
| --------- | -------- | -------- |
| Bulgarien | 5–0      | Moldau   |
| Türkei    | 5–0      | Serbien  |
| Bulgarien | 5–0      | Rumänien |
| Türkei    | 5–0      | Moldau   |
| Rumänien  | 5–0      | Serbien  |
| Bulgarien | 5–0      | Serbien  |
| Türkei    | 5–0      | Rumänien |
| Moldau    | 3–2      | Serbien  |
| Rumänien  | 2–3      | Moldau   |
| Bulgarien | 5–0      | Türkei   |

### Schauwettkämpfe
| Team 1   | Ergebnis | Team 2   |
| -------- | -------- | -------- |
| Rumänien | 2–3      | Türkei B |
| Moldau   | 0–5      | Türkei B |
| Serbien  | 0–5      | Türkei B |